# Saison 2013 de l'équipe cycliste Euskaltel Euskadi
La saison 2013 de l'équipe cycliste Euskaltel Euskadi est la vingtième de cette équipe. L'équipe disparaît à l'issue de cette saison.

## Préparation de la saison 2013

### Sponsors et financement de l'équipe
La structure et le financement de l'équipe Euskaltel Euskadi connaissent des changements importants en 2013. Jusque-là gérée par la Fundacion Ciclista de Euskadi et financée essentiellement par la société Euskaltel et la Communauté autonome du Pays basque, l'équipe appartient désormais à l'entreprise Basque Cycling Pro Team, propriété d’Euskaltel. Sur les 9 millions de budget annuel prévus, la Communauté autonome du Pays basque doit apporter 3,5 millions d'euros. Cependant, dans un contexte de récession économique, la communauté autonome prend des mesures d'austérité budgétaire. La société Euskaltel doit pallier la défection de la communauté autonome en doublant son financement. Jugeant la situation intenable en vue de la saison 2014, Euskaltel recherche un cosponsor. Faute d'y parvenir, la dissolution de l'équipe à l'issue de la saison 2013 est annoncée au mois d'août,.

### Arrivées et départs
Outre le changement de propriété de l'équipe, l'année 2013 voit un changement de « philosophie » de l'équipe Euskaltel Euskadi. Jusqu'alors, les coureurs de l'équipe étaient tous basques, ou avaient été formées dans des clubs et équipes basques. Neuf coureurs recrutés en 2013 ne répondent pas à ces critères,. Ce changement est nécessaire afin d'obtenir suffisamment de points pour conserver une licence World Tour. Ainsi, selon Igor González de Galdeano, « avec uniquement des coureurs basques, si nous avions tous les coureurs professionnels disponibles, nous n'aurions pas assez de points. »
Quatre coureurs ne sont pas conservés à l'issue de la saison 2012 : les Espagnols Amets Txurruka et Iván Velasco, qui rejoignent l'équipe Caja Rural-Seguros RGA, et Alan Pérez, et le Français Pierre Cazaux, qui redevient coureur amateur au GSC Blagnac.
| Arrivées              | Équipe 2012       |
| --------------------- | ----------------- |
| Jon Aberasturi        | Orbea Continental |
| Garikoitz Bravo       | Caja Rural        |
| Tarik Chaoufi         |                   |
| Jure Kocjan           | Type 1-Sanofi     |
| Juan José Lobato      | Andalucía         |
| Ricardo Mestre        | Carmim-Prio       |
| Steffen Radochla      | NSP-Ghost         |
| André Schulze         | NetApp            |
| Alexander Serebryakov | Type 1-Sanofi     |
| Ioánnis Tamourídis    | SP Tableware      |
| Robert Vrečer         | Vorarlberg        |

| Départs        | Équipe 2013 |
| -------------- | ----------- |
| Pierre Cazaux  | GSC Blagnac |
| Alan Pérez     |             |
| Amets Txurruka | Caja Rural  |
| Iván Velasco   | Caja Rural  |

## Coureurs et encadrement technique

### Effectif
| Coureur               | Date de naissance | Nationalité | Équipe 2012       | Équipe 2014                     |
| --------------------- | ----------------- | ----------- | ----------------- | ------------------------------- |
| Jon Aberasturi        | 28 mars 1989      | Espagne     | Orbea Continental | Euskadi                         |
| Igor Antón            | 2 mars 1983       | Espagne     | Euskaltel-Euskadi | Movistar                        |
| Mikel Astarloza       | 17 novembre 1979  | Espagne     | Euskaltel-Euskadi | retraite                        |
| Jorge Azanza          | 16 juin 1982      | Espagne     | Euskaltel-Euskadi |                                 |
| Peio Bilbao           | 25 février 1990   | Espagne     | Euskaltel-Euskadi | Caja Rural-Seguros RGA          |
| Garikoitz Bravo       | 31 juillet 1989   | Espagne     | Caja Rural        | Efapel-Glassdrive               |
| Tarik Chaoufi         | 26 février 1986   | Maroc       |                   |                                 |
| Ricardo García Ambroa | 26 février 1988   | Espagne     | Euskaltel-Euskadi | Ukyo                            |
| Gorka Izagirre        | 7 octobre 1987    | Espagne     | Euskaltel-Euskadi | Movistar                        |
| Ion Izagirre          | 4 février 1989    | Espagne     | Euskaltel-Euskadi | Movistar                        |
| Jure Kocjan           | 18 octobre 1984   | Slovénie    | Type 1-Sanofi     | SmartStop                       |
| Mikel Landa           | 13 décembre 1989  | Espagne     | Euskaltel-Euskadi | Astana                          |
| Juan José Lobato      | 29 décembre 1988  | Espagne     | Andalucía         | Movistar                        |
| Egoi Martínez         | 15 mai 1978       | Espagne     | Euskaltel-Euskadi | retraite                        |
| Ricardo Mestre        | 11 septembre 1983 | Portugal    | Carmim-Prio       | Efapel-Glassdrive               |
| Miguel Mínguez        | 30 août 1988      | Espagne     | Euskaltel-Euskadi | Euskadi                         |
| Mikel Nieve           | 26 mai 1984       | Espagne     | Euskaltel-Euskadi | Sky                             |
| Juan José Oroz        | 11 juillet 1980   | Espagne     | Euskaltel-Euskadi | PinoRoad                        |
| Rubén Pérez           | 30 octobre 1981   | Espagne     | Euskaltel-Euskadi |                                 |
| Steffen Radochla      | 19 octobre 1978   | Allemagne   | NSP-Ghost         | retraite                        |
| Adrián Sáez           | 17 mars 1986      | Espagne     | Euskaltel-Euskadi | retraite                        |
| Samuel Sánchez        | 5 février 1978    | Espagne     | Euskaltel-Euskadi | BMC Racing                      |
| André Schulze         | 21 novembre 1974  | Allemagne   | NetApp            | directeur sportif NetApp-Endura |
| Alexander Serebryakov | 25 septembre 1987 | Russie      | Type 1-Sanofi     |                                 |
| Romain Sicard         | 1er janvier 1988  | France      | Euskaltel-Euskadi | Europcar                        |
| Ioánnis Tamourídis    | 3 juin 1980       | Grèce       | SP Tableware      | SP Tableware                    |
| Pablo Urtasun         | 29 mars 1980      | Espagne     | Euskaltel-Euskadi | PinoRoad                        |
| Gorka Verdugo         | 4 novembre 1978   | Espagne     | Euskaltel-Euskadi |                                 |
| Robert Vrečer         | 8 octobre 1980    | Slovénie    | Vorarlberg        | Vorarlberg                      |

## Bilan de la saison

### Victoires
| Date       | Course                                   | Pays    | Classe | Vainqueur          |
| ---------- | ---------------------------------------- | ------- | ------ | ------------------ |
| 12/04/2013 | 1re étape du Tour de Castille-et-León    | Espagne | 2.1    | Pablo Urtasun      |
| 13/04/2013 | 2e étape du Tour de Castille-et-León     | Espagne | 2.1    | Juan José Lobato   |
| 08/06/2013 | 7e étape du Critérium du Dauphiné        | France  | WT     | Samuel Sánchez     |
| 21/06/2013 | Championnat de Grèce du contre-la-montre | Grèce   | CN     | Ioánnis Tamourídis |
| 23/06/2013 | Championnat de Grèce sur route           | Grèce   | CN     | Ioánnis Tamourídis |
| 31/07/2013 | Circuit de Getxo                         | Espagne | 1.1    | Juan José Lobato   |

### Résultats sur les courses majeures
Les tableaux suivants représentent les résultats de l'équipe dans les principales courses du calendrier international (les cinq classiques majeures et les trois grands tours). Pour chaque épreuve est indiqué le meilleur coureur de l'équipe, son classement ainsi que les accessits glanés par Euskaltel Euskadi sur les courses de trois semaines.

#### Classiques
| Classique            | Milan-San Remo       | Tour des Flandres    | Paris-Roubaix            | Liège-Bastogne-Liège | Tour de Lombardie |
| -------------------- | -------------------- | -------------------- | ------------------------ | -------------------- | ----------------- |
| Coureur (classement) | Gorka Izagirre (31e) | Juan José Oroz (91e) | Ioánnis Tamourídis (60e) | Igor Antón (12e)     | Mikel Landa (21e) |

#### Grands tours
| Grand tour           | Tour d'Italie        | Tour de France    | Tour d'Espagne         |
| -------------------- | -------------------- | ----------------- | ---------------------- |
| Coureur (classement) | Samuel Sánchez (12e) | Mikel Nieve (12e) | Samuel Sánchez (8e)    |
| Accessits            | -                    | -                 | Classement par équipes |

### Classement UCI
L'équipe Euskaltel Euskadi termine à la quinzième place du World Tour avec 391 points. Ce total est obtenu par l'addition des points des cinq meilleurs coureurs de l'équipe au classement individuel que sont Ion Izagirre, 32e avec 147 points, Samuel Sánchez, 46e avec 114 points, Mikel Nieve, 66e avec 76 points, Gorka Izagirre, 100e avec 32 points, et Mikel Landa, 115e avec 22 points,. Le championnat du monde du contre-la-montre par équipes terminé à la 18e place ne rapporte aucun point à l'équipe.
| Rang | Coureur          | Points |
| ---- | ---------------- | ------ |
| 32   | Ion Izagirre     | 147    |
| 46   | Samuel Sánchez   | 114    |
| 66   | Mikel Nieve      | 76     |
| 100  | Gorka Izagirre   | 32     |
| 115  | Mikel Landa      | 22     |
| 142  | Igor Antón       | 12     |
| 170  | Garikoitz Bravo  | 4      |
| 182  | Juan José Lobato | 3      |
| 209  | Egoi Martínez    | 1      |
| 217  | Gorka Verdugo    | 1      |